# Ferdinand Teuffer
Ferdinand Teuffer (* 1. November 1801 in Altona; † 17. Februar 1840 in Pinneberg) war ein deutsch-dänischer Jurist und Autor.

## Leben
Ferdinand Teuffer wurde als Sohn des Kaufmanns Moritz Teuffer (* 12. Juli 1771; † 28. Oktober 1840) und dessen Ehefrau Elise Christiane, geb. Eckstein, geboren. Seine Mutter war die Tante von Ferdinand Johann Wit, der in etwa gleichaltrig mit Ferdinand Teuffer war.
Gemeinsam besuchten sie das Christianeum in Altona. Ferdinand Johannes Wit von Dörring erwarb sich bereits frühzeitig einen Namen und Ferdinand Teuffer versuchte ihm nachzueifern und ihn womöglich zu überbieten. Diesen Wunsch behielt er auch in seinem späteren Leben bei.
Ferdinand Teuffer begann ein Studium der evangelischen Theologie, wechselte dann jedoch erst zur Medizin und später zur Rechtslehre. Er besuchte die Universitäten in Jena, Göttingen, Bonn, Heidelberg, Erlangen, hauptsächlich und zum Ende die Universität in Kiel. Während seines Studiums wurde er 1817 Mitglied der Urburschenschaft in Jena, 1818 der Alten Kieler Burschenschaft, 1821 der Burschenschaft Germania Kiel und 1823 der Alten Erlanger Burschenschaft Germania. 1817 nahm er am Wartburgfest teil. In Bonn erhielt er ein consilium abeundi. 1823 in Erlangen und 1825 in Kiel wegen eines Pistolen-Duells wurde er von der Universität relegiert.
Im Sommer 1826 zog er nach Glückstadt und machte von dort aus bis Anfang 1828 verschiedene Reisen. Im Mai 1828 wurde er wegen eines Duells angeklagt und zu zweijährigem Festungsarrest verurteilt, den er in der Festung Friedrichsort verbrachte. Im Mai 1830 wurde er aus der Haft entlassen und lebte dann in Arnis und Kappeln, dort bereitete er sich auf das juristische Amtsexamen vor, das er 1831 im Schloss Gottorf in Schleswig bestand.
Am 2. April 1833 wurde er zum Untergerichtsadvokaten in den Herzogtümern Schleswig und Holstein bestellt. Hierzu wählte er Glückstadt zu seinem Wohnsitz.
Er erhielt von seinem Vater keinerlei finanzielle Unterstützung, weil er bereits in der Vergangenheit große Teile des väterlichen Vermögens aufgebraucht hatte. Sein Vater verwies ihn auf die Erträge aus seiner Praxis, die jedoch nicht bedeutsam waren.
Von Glückstadt zog er nach Pinneberg und verlobte sich dort am 30. Juni 1838 mit Margaretha Haß. 
Aufgrund seines Lebenswandels wurde er in Pinneberg von der Polizei wegen „Vagabundierens“ in Gefängnishaft genommen, in der er Ende Februar 1840 verstarb.

## Werke
- Unpartheyische Ansichten zur Rechtfertigung des trefflichen Kirchenlehrers Claus Harms gegen allerley Blendwerk des Teufels, der da das Gute zu verderben droht. Tondern Hesse Tondersche Druckerei 1819
- Hear him oder Mülleriana, das heisst Juristische Kaiserschnitte aus Haarbeuteln und Correspondenzblättern eine Vorrede zum Kieler Correspondenzblatt ad vocem No. 97 & 98. Dec. 1832. Schleswig Kgl. Taubstummen-Inst. 1832